# Dolichomitus megalourus
Dolichomitus megalourus är en stekelart som först beskrevs av Morley 1914.  Dolichomitus megalourus ingår i släktet Dolichomitus och familjen brokparasitsteklar. Inga underarter finns listade i Catalogue of Life.